# The Few

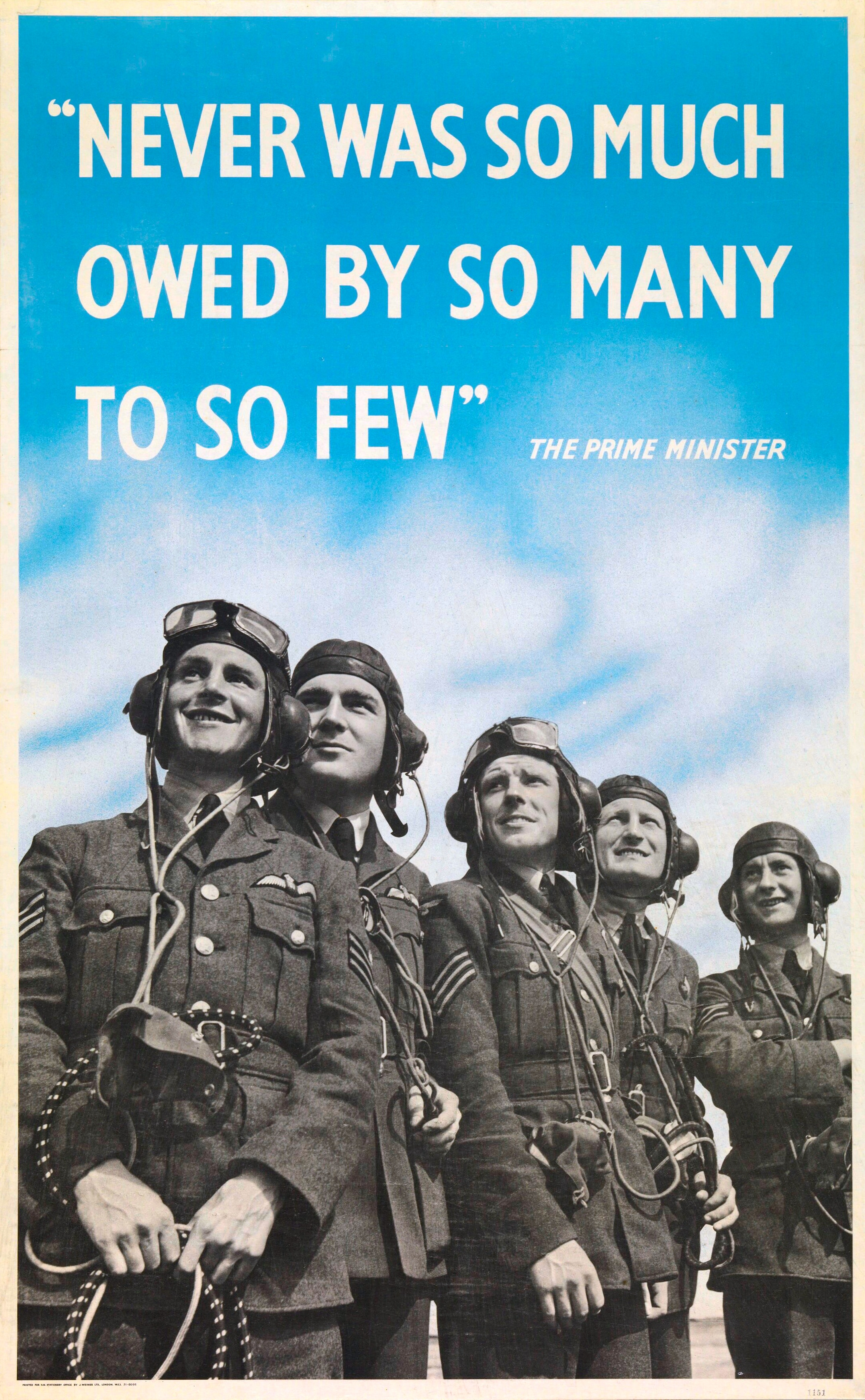
Affiche de propagande mentionnant la citation de Winston Churchill.

The Few (« les quelques-uns ») est une expression restée célèbre du discours Never was so much owed by so many to so few prononcé par Winston Churchill et qui désigne les pilotes alliés de la Royal Air Force qui se battirent à la bataille d'Angleterre durant la Seconde Guerre mondiale.
Le dernier survivant de The Few, John Hemingway, meurt le 17 mars 2025 à 105 ans. Le dernier as était Paul Farnes, qui mourut le 28 janvier 2020 à 101 ans.